# Rodrigo Andrade (artista plástico)
Rodrigo de Castro Andrade (São Paulo, 1962) é um pintor, gravador e artista gráfico brasileiro. No fim da década de 1970, estudou gravura no ateliê de Sérgio Fingermann em São Paulo, e frequentou o Studio of Graphics Arts, em Glasgow, na Escócia. Nos anos 1980, estudou desenho com Carlos Fajardo e participou de cursos de gravura e pintura na Ecole Nationale Supérieure dês Beaux-Arts de Paris. No Brasil, integrou, de 1982 a 1985, o grupo Casa 7.
Em 1984, participou do 2.° Salão Paulista de Arte Contemporânea, ganhando o prêmio revelação, e, em 1985, da 18.ª Bienal Internacional de São Paulo e do 8.° Salão Nacional de Artes Plásticas, no Rio de Janeiro, recebendo o prêmio aquisição. Realizou sua primeira individual em 1986, no Subdistrito Comercial de Arte, em São Paulo e, a partir do ano seguinte, atuou como artista gráfico de revistas e livros. Durante a década de 1990, produziu capas para a revista Veja. Recebeu, em 1991, o prêmio Brasília de Artes Plásticas, do Museu de Arte de Brasília. Nesse ano, participou como professor do projeto A Produção Refletida, da Oficina Cultural Oswald de Andrade. A partir de 2001, ministra curso sobre arte contemporânea no Museu de Arte Moderna de São Paulo.